# Tia Fuller

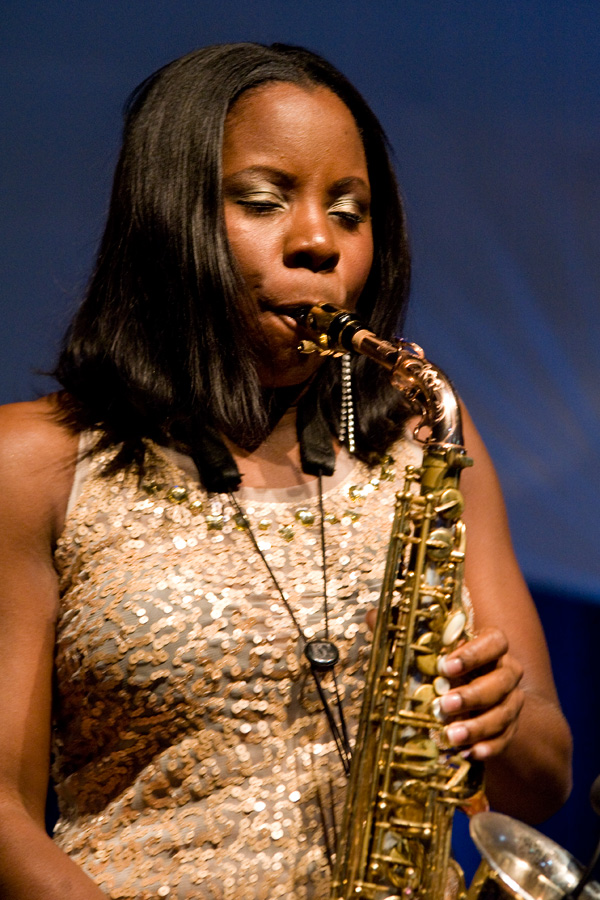
Tia Fuller auf dem moers festival 2011

Tia Fuller (* 27. März 1976 in Aurora, Colorado) ist eine US-amerikanische Jazzmusikerin (Alt- und Sopransaxophon, Flöte) und Arrangeurin.

## Leben und Wirken
Fuller wuchs in einer musikalischen Familie auf; ihre Eltern Fred und Elthopia Fuller sind Jazzmusiker. Sie erwarb 1998 den Bachelor of Arts am Spelman College in Atlanta, anschließend 2000 den Master in Jazzpädagogik und Performance an der University of Colorado at Boulder. 2009/10 war sie Mitglied der weiblichen Begleitband bei der I Am… Tour der R&B-Sängerin Beyoncé Knowles, bei deren DVD Me, Myself and I sie als Solistin zu sehen ist. Unter eigenem Namen legte sie bislang (2019) fünf Alben u. a. bei Mack Avenue Records mit ihrem Quartett vor. Das Album Diamond Cut wurde für den Grammy nominiert. Sie arbeitete ferner mit Ralph Peterson, T. S. Monk, Jon Faddis, Rufus Reid, Sean Jones, Nancy Wilson, Wycliffe Gordon und mit Esperanza Spalding als musikalischer Leiterin ihrer Formation Radio Music Society, mit der sie in Deutschland u. a. auf den Leverkusener Jazztagen auftrat.
Tia Fullers Schwester ist die Pianistin Shamie Royston, mit der sie auch regelmäßig zusammenarbeitet.

## Diskographische Hinweise
- Pillar of Strength (Wambui, 2005)
- Healing Space (Mack Avenue, 2007, mit Christian McBride, Sean Jones, Warren Wolf)
- Decisive Steps (Mack Avenue, 2010)
- Angelic Warrior (Mack Avenue, 2012)
- Diamond Cut (Mack Avenue, 2018, mit Adam Rogers, James Genus, Bill Stewart)[3]